# Estádio Major Antônio Couto Pereira
Estádio Major Antônio Couto Pereira je fotbalový stadion v brazilském městě Curitiba. Otevřen byl 20. listopadu 1932, slouží jako domácí stadion týmu Coritiba Foot Ball Club. Byl postaven v letech 1927-1932.